# Тамарикс стрункий
Тамарикс стрункий або тамариск стрункий (Tamarix gracilis) — вид рослин, представник роду тамариксів (Tamarix) з родини тамариксових (Tamaricaceae).

## Ботанічний опис

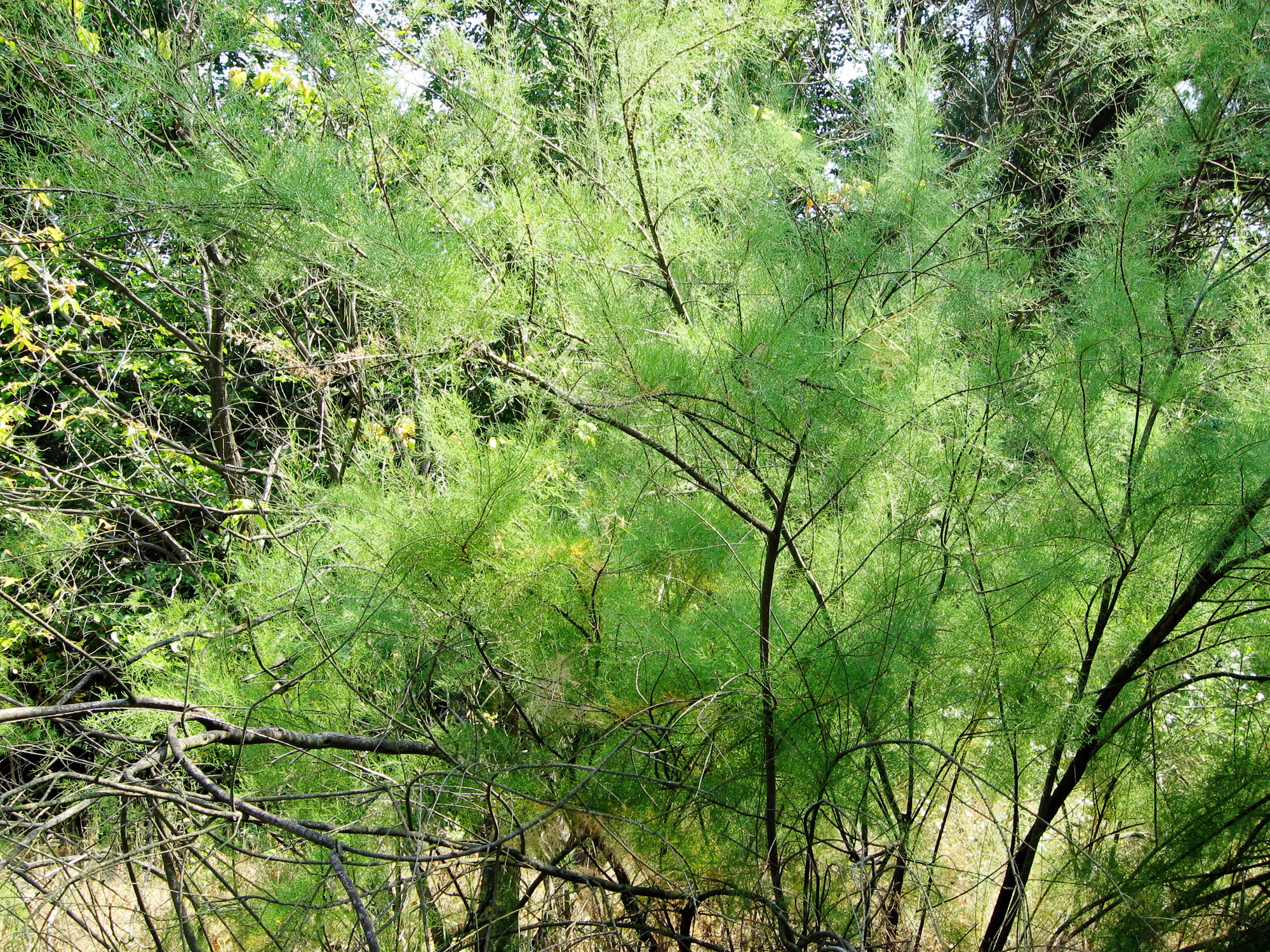
Тамарикс стрункий. Острів Хортиця

Тамарикс стрункий — кущ заввишки 2-4 м, кора брунатно-каштанова. Листки лінійно-ланцетні, сизувато-зелені, завдовжки до 4-5 мм, шириною 1,5-2 мм, загострені, покриті залозками, що виділяють сіль.
Суцвіття китицеподібні, бокові, рідше верхівкові, що зібрані у волоть. Прицветники від ланцетних до шилоподібних, загострені, в основі з горбиком, звичайно коротше квітконіжок чи рівні їм. Квітконіжки 1-2 мм завдовжки. Чашечка п'ятироздільна, частки її близько 1 мм завдовжки, притуплені, по краю широкопленчаті. П'ять оберненояйцеподібних рожевих пелюсток, які вдвічі — втричі довше чашечки. Тичинок п'ять, майже рівних пелюсткам, з рожево-фіолетовими пильовиками, нитками, розширеними біля основи і прикріпленими до кутів диска.
Коробочки 4-6 мм завдовжки, багатонасінні. Цвіте у травні-липні (вдруге — у серпні-жовтні). Плодоносить у липні-серпні. Розмножується насінням, в умовах культури також вегетативно.
Віддає перевагу солончакам, солонцюватим берегах озер.
Tamarix gracilis має два підвиди:
- Tamarix gracilis var. angustifolia (Ledeb.) Baum,
- Tamarix gracilis var. cupressiformis (Ledeb.) Baum.

## Поширення
Східноєвропейсько-центральноазійський диз'юнктивний вид. Зустрічається в Україні, північному Казахстані, Джунгарії і Монголії, в Росії — у районі нижнього Дону і нижньої Волги, в Ставропольському краї, Дагестані, на півдні Західного Сибіру.
В Україні поширений на узбережжі Азовського моря в Донецькій, Херсонській, Запорізькій областях і у Криму. Насадження тамариксу часто використовуються для закріплення пісків.
В Україні вид поширений в таких місцях: Білосарайська, Бердянська, Обитічна, Федотова коси та коса Бирючий острів а також на Арабатській стрілці. Трапляється окремими екземплярами, іноді формує невеликі популяції, що нараховують до 3-10 різновікових рослин.
Природоохоронний статус виду: Вразливий. Вид занесений до Червоної книги України та до Червоних книг наступних суб'єктів Російської Федерації: Новосибірська область, Ростовська область. Охороняють вид в Азово-Сиваському НПП, ландшафтних заказниках «Обитічна коса», «Федотова коса», «Білосарайська коса».